# Goldhelm
Goldhelm ist ein französischer, in Schwarzweiß gedrehter Film aus dem Jahre 1951 von Jacques Becker.

## Handlung
Der Film spielt im Halb- und Unterweltmilieu im Paris zur Zeit der Belle Époque, rund um das Jahr 1900: Felix Leca ist der Anführer einer Bande, genannt Les Apaches, die das Belleville-Viertel unsicher macht. Zu dieser Gang gehört auch die stolze Marie, die wegen ihres hochgetürmten, blonden Haars meist „Goldhelm“ genannt wird. Ihr selbsternannter Freund Roland Dupuis erhebt Ansprüche auf sie, doch Marie nutzt augenblicklich die Gelegenheit, von ihm loszukommen, als sie den drahtigen und grundehrlichen Georges, einen Manda genannten Tischler und Zimmermann, kennen- und lieben lernt.
Für Léca ist dies die Gelegenheit, aktiv zu werden, hat er doch seit geraumer Zeit selbst ein Auge auf Marie geworfen. Um wenigstens einen Mitbewerber um Maries Gunst loszuwerden, hetzt er Roland und Manda aufeinander. Bei diesem Zweikampf wird Roland getötet, woraufhin Manda gemeinsam mit Marie flieht und untertaucht. Da Léca aber auch Manda loswerden will, zeigt er kurzerhand dessen Freund Raymond bei der Polizei an und behauptet, dieser habe Roland umgebracht. Léca hat richtig spekuliert: Um seinen Freund zu retten, stellt sich nunmehr Manda der Justiz.
Bald kommt Manda aber hinter Lécas Ränkespiele und flieht nunmehr gemeinsam mit Raymond, der jedoch bei dieser Flucht tödlich verletzt wird. Manda will jetzt nur noch Rache an Léca üben. Er verfolgt diesen bis zu einer Polizeiwache und schießt ihn dort nieder. Die Polizei nimmt ihn fest, und Manda wird in einem Prozess wegen zweier Morde zum Tode verurteilt. Marie beobachtet seine Hinrichtung mit der Guillotine vom Fenster einer Dachkammer aus mit völlig versteinertem Blick.

## Produktionsnotizen
Goldhelm wurde von 24. September bis 22. November 1951 gedreht und am 12. März 1952 uraufgeführt. Die deutsche Erstaufführung fand am 4. September 1952 statt.
Gedreht wurde in den Studios von Billancourt, die Außenaufnahmen in Annet-sur-Marne, Meaux und in Ménilmontant im Umfeld von Paris.
Die Filmbauten stammen von Jean d’Eaubonne, die Kostüme von Mayo.

## Kritik
Das Lexikon des Internationalen Films schreibt: „Jacques Becker hat mit Goldhelm den stilistisch klarsten und filmisch überzeugendsten Film über die belle époque gemacht. Die Zeichnung des zwielichtigen Milieus, die zutiefst menschliche Ausdeutung der Liebesbeziehung zwischen Manda und Marie – das ist faszinierend dramatisiert und überzeugt nicht zuletzt durch die ausgezeichneten Schauspieler Simone Signoret und Serge Reggiani. Becker erweist sich als Meister der Charakterdarstellung in der Beherrschung eines poetischen Realismus, wie er nur wenigen Regisseuren dieser Zeit gelang.“
Das große Personenlexikon des Films befand: „Sein Milieuporträt aus der Jahrhundertwende, „Goldhelm“, die klar gegliederte Geschichte um eine Gangsterrivalität, gilt als Beckers Meisterwerk“.
In Reclams Filmführer heißt es: „Becker ging es nicht darum, einen „historischen Gangsterfilm“ zu drehen; er schuf einen ganz ungewöhnlichen Film über die „belle époque“, in dem die Menschen wichtiger sind als die Ereignisse, die Gefühle realer als die kriminalistischen Verwicklungen. Ein Film von ungewöhnlicher Schönheit, strengem Stilwillen, klarer Dramaturgie – wohl Beckers Meisterwerk.“
In Buchers Enzyklopädie des Films ist zu lesen: „Becker gibt eine meisterhafte Schilderung des Paris der Jahrhundertwende, sowohl in den Szenenaufbauten als auch in der Zeichnung der Charaktere. Trotz des trostlosen Handlungsablaufs hat der Film, besonders bei den Außenaufnahmen, einen lebensbejahenden Zug, der vornehmlich auf die starke Ausstrahlungskraft von Simone Signoret in der Hauptrolle zurückzuführen ist.“